# Break My Heart
Break My Heart is een single van de Britse zangeres Dua Lipa. Het is de derde single van haar tweede studioalbum Future Nostalgia (2020). Het nummer dat geschreven wordt door Lipa, Alexandra Tamposi, Andrew Wotman, en nog wat anderen komt uit eind 26 maart 2020. Break My Heart bevat samples uit de melodie van het nummer Need You Tonight van INXS.

## Achtergrond
Op 18 maart 2020 teasde Lipa voor het eerst naar het nummer, door de hashtag #BMH te gebruiken op haar Instagram. Begin maart 2020 bevestigde de zangeres al eerder in een interview met Sunrise (Australië) dat Break My Heart, een van haar favoriete nummers van het album, als derde single zou worden gekozen. Lipa kondigde in een livestream aan dat de single een dag eerder zou uitkomen, op 26 maart 2020. Het nummer bevat een bekende sample van het nummer Need You Tonight van INXS, een nummer uit de jaren 80. Dua omschrijft het nummer als een perfect nummer voor dance crying. 

## Videoclip
De bijhorende videoclip van het nummer ging via YouTube in première op 26 maart 2020. De videoclip werd opgenomen in Sofia, Bulgarije, in januari, over een vijftal dagen. De video bestaat uit 90's geïnspireerde beelden.

## Hitlijsten

### VlaamseUltratop 50
| Positie: | 48 | 47 | 50 | 41 | 39 | 36 | 25 | 17 | 16 | 14 | 14 | 16 | 16 | 16 |
| Week:    | 15 | 16 | 17 | 18 | 19 | 20 | 21 | 22 | 23 | 24 | 25 | 26 | 27 | 28 |
| Positie: | 17 | 16 | 18 | 20 | 16 | 18 | 18 | 16 | 21 | 32 | 38 | 35 | 39 | 50 |

### NederlandseSingle Top 100[8]
| Positie: | 22 | 29 | 22 | 19 | 16 | 16 | 14 | 13 | 14  | 14  | 14 | 12 | 18 | 18 |
| Week:    | 15 | 16 | 17 | 18 | 19 | 20 | 21 | 22 | 23  |     |    |    |    |    |
| Positie: | 19 | 24 | 28 | 36 | 38 | 37 | 53 | 79 | 100 | uit |    |    |    |    |

### Nederlandse Top 40[9]
| Positie: | 26 | 14 | 10 | 8  | 8   | 8 | 6 | 4 | 3 | 2 | 3 | 4 | 4 | 5 |
| Week:    | 15 | 16 | 17 | 18 |     |   |   |   |   |   |   |   |   |   |
| Positie: | 10 | 18 | 23 | 36 | uit |   |   |   |   |   |   |   |   |   |